# Tractatus politicus
Der Tractatus Politicus (neulateinisch) ist ein posthum veröffentlichter Politischer Traktat von Baruch de Spinoza. Die staatstheoretischen Ideen knüpfen unmittelbar an die Affektenlehre im dritten Teil der Ethik an. 1677, kurz nach Spinozas Tod in Amsterdam, wurde das Werk von Freunden redigiert und veröffentlicht und 1678 zusammen mit Hobbes Leviathan in Holland verboten.
Spinoza vertrat die Ansicht, dass die Natur des Menschen, also auch sein egoistischer Selbsterhaltungsdrang, als Pate für eine Staatstheorie stehen muss und nicht seine Neigung zur Utopie. Er wandte sich damit gegen Ideen, wie sie Anfang des 17. Jahrhunderts Johann Valentin Andreae, Tommaso Campanella oder Francis Bacon aufgestellt haben. Die utopischen Staatstheorien waren im frühen 17. Jahrhundert sehr beliebt. Spinoza vertrat hingegen die Auffassung, dass man den Menschen nehmen muss, wie er ist, und nicht wie er sein soll.
Man muss ihn in seiner Gefolgschaft, nicht so sehr nach seiner Vernunft, vielmehr nach seinen Handlungen und Affekten beurteilen.
Recht, sagte Spinoza, ist die Macht oder das Vermögen. Gesetze oder Regeln der Natur weisen jedem Individuum seine Wirkungsmöglichkeiten zu. Naturrecht ist im Prinzip all das, was ist. Es bestimmt das Sein des Menschen im Naturzustand. Im Naturrecht ist nur das verboten, was niemand vermag. Positives Recht ist gesetztes Recht; es setzt Übereinkunft, Übertragung von Machtbefugnissen und Herrschaft voraus. Dabei gibt das Individuum aber nie sich selbst, sein Recht, seine Macht dem Herrschenden preis. Spinoza ließ trotz auffällig vieler Gemeinsamkeiten im Unterschied zu Thomas Hobbes Staatstheorie im Leviathan das Einzelinteresse der Individuen im Gesellschaftsvertrag als naturrechtliche Gegebenheit bestehen.
Die naturgebundenen Affekte des Menschen spielte er in den Gesellschaftskonzepten von Monarchie, Oligarchie und Demokratie durch. Dabei wog er völlig wertneutral die Möglichkeiten des Einzelnen in der Gesellschaft ab und entwarf Gesellschaftsverträge für die einzelnen möglichen Staatsgebilde.
Allerdings ist der Abschnitt über die Demokratie nicht zu Ende gebracht.

## Ausgaben
- n.lat Amsterdam 1677 in opera posthuma
- n.lat Jena 1803

## Übersetzungen
- Abhandlungen über Politik, übers. von  Berthold Auerbach (in Spinoza’s Sämtliche Werke, 2. Auflage, Stuttgart 1871) Digitalisat
- Abhandlung vom Staate, übers. von Carl Gebhardt, Leipzig 1907 (5. Auflage, Hamburg 1977)
- Politischer Traktat. übers. von Wolfgang Bartuschat, Hamburg 1994 (2. Auflage, Hamburg 2010) Lizenzpflichtiges Digitalisat